# Nalgonda
Nalgonda è una suddivisione dell'India, classificata come municipality, di 110 651 abitanti, capoluogo del distretto di Nalgonda, nello stato federato del Telangana. In base al numero di abitanti la città rientra nella classe I (da 100 000 persone in su).

## Geografia fisica
La città è situata a 17° 3' 0 N e 79° 16' 0 E e ha un'altitudine di 420 m s.l.m..

## Società

### Evoluzione demografica
Al censimento del 2001 la popolazione di Nalgonda assommava a 110 651 persone, delle quali 56 495 maschi e 54 156 femmine. I bambini di età inferiore o uguale ai sei anni assommavano a 12 616, dei quali 6 317 maschi e 6 299 femmine. Infine, coloro che erano in grado di saper almeno leggere e scrivere erano 86 750, dei quali 47 646 maschi e 39 104 femmine.